# Communauté de communes de Gambsheim-Kilstett
Die Gemeinden Gambsheim und Kilstett im französischen Département Bas-Rhin bildeten zusammen die Communauté de communes de Gambsheim-Kilstett. Diese Communauté de communes bestand seit dem 31. Dezember 1996. 
Mit Wirkung vom 1. Januar 2014 bildete der Gemeindeverband mit Nachbarverbänden die neue Communauté de communes du Pays Rhénan.